# Standardupplöst television
Standardupplöst television (Standarddefinitionstelevision, SDTV) är TV-sändningar med konventionell bildupplösning med 480 (NTSC-system) eller 576 (PAL-system) aktiva linjer.

## Europa
Europeisk SDTV bygger på 625-linjers TV-system med 50 delbilder per sekund. Varje bild är uppdelad i två halvbilder vilket ger 25 helbilder per sekund. SDTV har en teoretisk linjeupplösning motsvarande 768 bildpunkter per linje. Av dessa är inte samtliga aktiva ("synliga") utan en del av bildsignalen ligger utanför den synliga bildytan. Denna uteliggande del kallas för vertikalt respektive horisontellt bildsläck. Den aktiva digitala bildytan för europeisk SDTV är 576 linjer, med 720 bildpunkter per linje. Detta går under beteckningen 576i, det vill säga 720 × 576 × 25i. 

## USA
I USA används det analoga videosystemet NTSC för SDTV. NTSC är baserat på 525 linjers TV-system med 30 helbilder per sekund. Av dessa linjer är 480 linjer inom den aktiva bildytan och betecknas därför 480i, det vill säga 720 × 480 × 30i. Bildfrekvensen (egentligen halvbildfrekvensen) i de olika världsdelarnas TV-system är av historiska skäl baserade på respektive områdes elnätfrekvens. Länder som använder 60 Hz elnät, såsom USA med flera, nyttjar formellt ett system med 29,97 helbilder per sekund, men av praktiska skäl skrivs detta oftast som 30 helbilder per sekund. Det finns emellertid inte längre något tekniskt behov för moderna TV-apparater att använda sig av nätspänningen för att synkronisera bildfrekvensen.